# Notarisappel

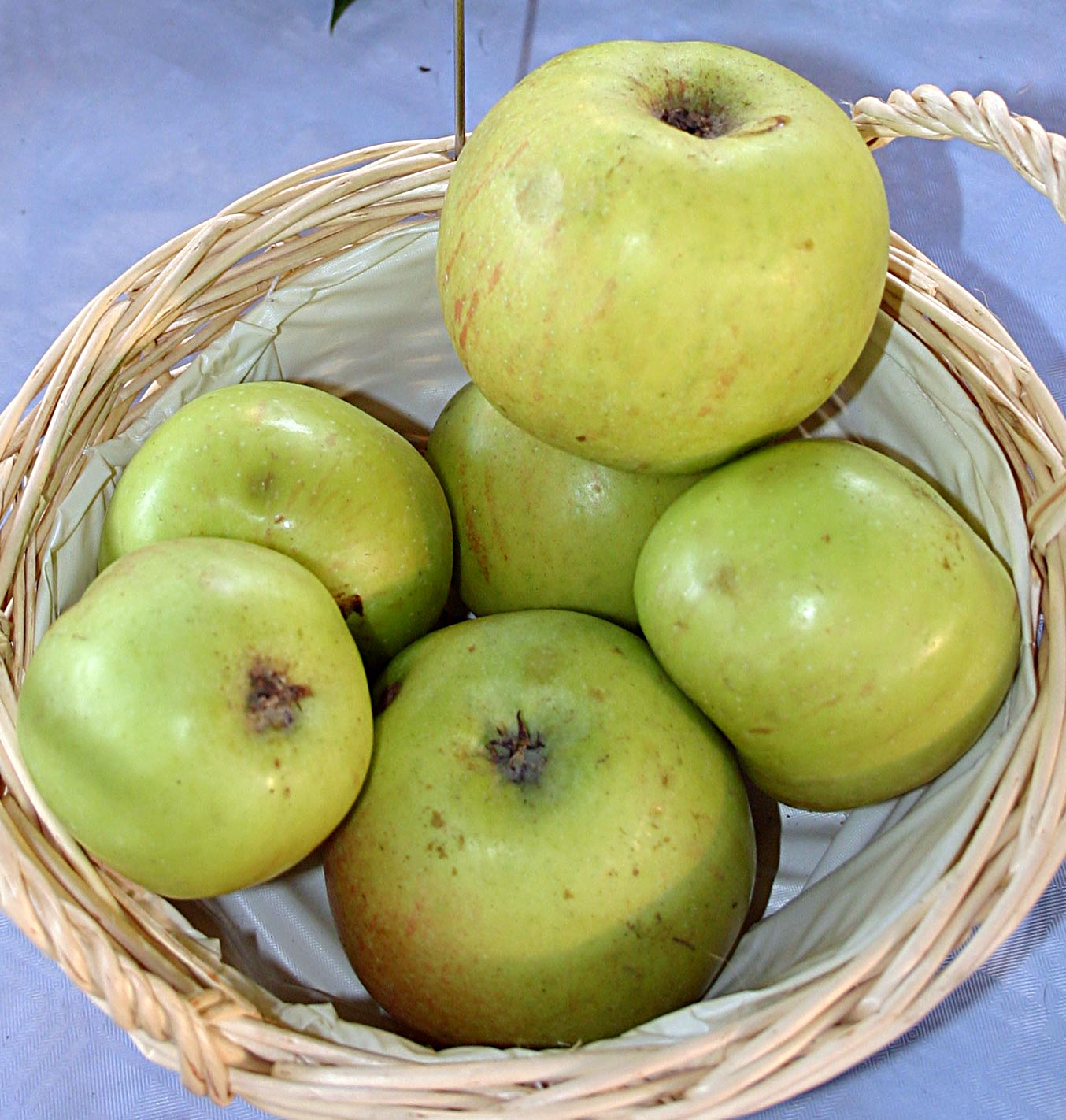
Notarisappel

De Notarisappel is een appelras dat gekweekt is door notaris J.H.Th.W. van den Ham te Lunteren in 1890. Vermoedelijk is het een zaailing van het appelras Princesse Noble waar hij veel overeenkomsten mee heeft. 
De Notarisappel was in de twintigste eeuw een bekend Nederlands appelras, maar raakte vanaf de zestiger jaren in de vergetelheid. Notaris Van den Ham hield zich in de tweede helft van de 19e eeuw bezig met het ontwikkelen van nieuwe appel- en perenrassen uit zaailingen. Hij richtte met het oog daarop in 1873 de  Luntersche Tuinbouw-Vereeniging op, die faam zou verwerven met de ontwikkeling van verschillende nieuwe rassen, zoals de Lemoenappel, de Lunterse Pippeling, Best Rood, Groene Pippeling, Luntersche Precent, Tante Dora, Oranjeappel en de peer Beurré van den Ham. 
De Notarisappel voldoet het beste als hoogstamboom op droge gronden. De overgang naar laagstambomen in de commerciële fruitteelt betekende het einde voor de commerciële teelt van de Notarisappel. De Notarisappel is gevoelig voor kurkstip, beurtjaren en - op vochtige gronden - voor vruchtboomkanker.
Eigenschappen
- Vrucht: Groot, enigszins onregelmatig van vorm, meer hoog dan breed.
- Kleur: Lichtgroen met aan de zonzijde weinig rood gestreept; bij rijpheid geel-groen.
- Kelk: Normaal in matig diepe kelkholte.
- Steel: Normaal, vrij diep ingeplant.
- Vruchtvlees: Lichtgeel, saprijk, zachtzuur met aangenaam aroma.
- Klokhuis: Matig groot, goed bezet met zaden.
- Oogsttijd: Half september - november.